# Янув (Келецький повіт)
Янув (пол. Janów) — село в Польщі, у гміні Пекошув Келецького повіту Свентокшиського воєводства.
Населення — 551 особа (2011).
У 1975-1998 роках село належало до Келецького воєводства.

## Демографія
Демографічна структура на день 31 березня 2011 року:
|          | Загалом | Допрацездатний вік | Працездатний вік | Постпрацездатний вік |
| -------- | ------- | ------------------ | ---------------- | -------------------- |
| Чоловіки | 261     | 50                 | 194              | 17                   |
| Жінки    | 290     | 52                 | 184              | 54                   |
| Разом    | 551     | 102                | 378              | 71                   |